# Hashiba Hidekatsu
Hashiba Hidekatsu (羽柴 秀勝?; Owari, 1568 – Kameoka, 1586) è stato un samurai giapponese.
Quando Nobunaga fu ucciso nel 1582, Hidekatsu si trovava a Kojima nella provincia di Bizen. Durante il funerale del padre portò la sua lapide mortuoria (ihai). Successivamente ricevette il castello di Kameyama nella provincia di Tamba (oggi nei pressi di Kameoka).
Subito dopo la morte del padre Hidekatsu assistette Hideyoshi nella battaglia di Yamazaki, guidando la disfatta di Akechi Mitsuhide. Servì Hideyoshi anche durante la battaglia di Komaki e Nagakute.
Hidekatsu morì improvvisamente nel 1586 e molti pensano sia stato ucciso su ordine di Hideyoshi.